# Paul Walker (Stabhochspringer)
Paul Walker (* 15. August 1985) ist ein britischer Stabhochspringer.
Bei den Commonwealth Games 2010 in Neu-Delhi und 2014 in Glasgow wurde er für Wales startend jeweils Fünfter.

## Persönliche Bestleistungen
- Stabhochsprung: 5,40 m, 23. Juni 2007, Bedford
  - Halle: 5,45 m, 2. März 2014, Cardiff